# Losivka, Semenivka
Losivka (în ucraineană Лосівка) este un sat în comuna Pohorilți din raionul Semenivka, regiunea Cernihiv, Ucraina.

## Demografie
Componența lingvistică a localității Losivka
     Ucraineană (98,28%)
     Rusă (1,38%)
     Alte limbi (0,34%)
Conform recensământului din 2001, majoritatea populației localității Losivka era vorbitoare de ucraineană (98,28%), existând în minoritate și vorbitori de rusă (1,38%).